# Gausdal
Gausdal este o comună din provincia Innlandet, Norvegia.